# Frank Reicher

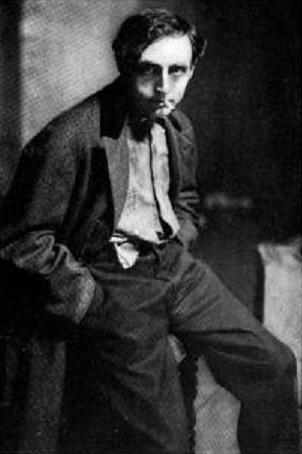
Frank Reicher in John Galsworthys Stück The Pidgeon (1912)

Frank Reicher (* 2. Dezember 1875 als Franz Reicher in München, Deutsches Kaiserreich; † 19. Januar 1965 in Inglewood, Kalifornien, Vereinigte Staaten) war ein deutsch-amerikanischer Schauspieler und Regisseur.

## Leben und Wirken

### Am Theater
Der Sohn von Emanuel Reicher und der frühzeitig, nicht einmal 30-jährig, an einer Bauchfellentzündung verstorbenen Sängerin Hedwig Reicher-Kindermann begann seine Bühnenlaufbahn in den 1890er Jahren als Franz Reicher in Oldenburg. Dort lernte er auch seine zweieinviertel Jahre jüngere spätere Ehefrau Ella Sartorius kennen; die Ehe hielt bis zu ihrem Tode im April 1947.
Im Jahre 1899 entschloss sich Frank Reicher zur Auswanderung in die USA. In New York City begann er im September 1899 mit seinem Part als Fritz in Becky Sharp eine lang anhaltende Broadway-Karriere. Bis März 1926 spielte Reicher unter anderem in den Stücken When Knighthood was in Flower, The Cavalier, The Little Princess, Ingomar, Der Widerspenstigen Zähmung, Joan the Baptist, Our American Cousin, Children of Destiny, The Scarecrow, The Pigeon, Viel Lärm um nichts, The Rivals, The Honeymoon, Pariah, Divorcons, The Secret, Marie-Odile, Mary Stuart, Cloister, Countess Julia, Ambush, He Who Gets Slapped, From Morn to Midnight und The Goat Song.
Ende September 1910 gab Reicher seinen Einstand als Theaterregisseur mit dem Stück The Deserters. Es folgten von 1921 bis 1925 seine Inszenierungen von Liliom, Back to Methuselah, From Morn to Midnight, Romeo und Julia, Antonius und Cleopatra, The Fake, Carnival, A Tale of the Wolf, The Grand Duchess and the Waiter und The Monkey Talks. 1911 nahm er die amerikanische Staatsbürgerschaft an.

### Beim Film
Obwohl Reicher bereits von 1915 bis 1921 reichlich Erfahrung als Stummfilmregisseur gesammelt hatte, begann die Zelluloidbranche für ihn erst 1926, mit seiner Übersiedelung nach Hollywood, an Bedeutung zu gewinnen. Reicher spielte in einer Fülle von Produktionen kleine und mittelgroße Rollen; berühmt machte ihn jedoch lediglich eine: In dem legendären ersten King-Kong-Film King Kong und die weiße Frau verkörperte er den Schiffskapitän Englehorn, der die Filmcrew zu der abgelegenen Pazifikinsel mit dem Riesenaffen bringt. In der weitaus weniger spektakulären Fortsetzung King Kongs Sohn nahm er noch im selben Jahr 1933 diese Rolle erneut auf. In der Folgezeit setzte man Reicher häufig als Doktor, Professor und Wissenschaftler ein. Mit winzigen Rollen sah man ihn überdies in legendären Inszenierungen William Dieterles, Ernst Lubitschs und Charlie Chaplins sowie an der Seite Greta Garbos. 1951 zog sich Frank Reicher ins Privatleben zurück.

### Familie
Seine Halbgeschwister Hedwiga Reicher und Ernst Reicher haben ebenfalls als Schauspieler gearbeitet.

## Filmografie (Auswahl)

### Regisseur
- 1915: The Clue
- 1915: The Secret Orchard
- 1915: The Case of Becky
- 1916: For the Defense
- 1916: The Sowers
- 1916: The Love Mask
- 1916: Aliens Souls
- 1916: Witchcraft
- 1916: The Storm
- 1917: Lost and Won
- 1917: The Black Wolf
- 1917: Unconquered
- 1917: The Inner Shrine
- 1917: The Eternal Mother
- 1918: The Claim
- 1918: The Prodigal Wife
- 1918: The Inner Soul
- 1919: Suspense
- 1919: The Trap
- 1919: The Battler
- 1920: Empty Arms
- 1921: Idle Hands
- 1921: Behind Masks
- 1921: Wise Husbands
- 1929: Mister Antonio
- 1930: Wir schalten um auf Hollywood

### Darsteller
- 1915: The Case of Becky
- 1921: Wise Husbands
- 1928: Der weiße Harem (Beau Sabreur)
- 1928: Four Sons
- 1928: Die Masken des Erwin Reiner (The Masks of the Devil)
- 1928: Sünden der Väter (Sins of the Fathers)
- 1929: Seine Gefangene (His Captive Woman)
- 1929: Strange Cargo
- 1929: Black Waters
- 1929: Mister Antonio
- 1930: Anna Christie (nur Drehbuchmitarbeit)
- 1930: Die Sehnsucht jeder Frau
- 1930: Billy the Kid
- 1930: Jenny Lind (A Lady‘s Morals)
- 1931: Beyond Victory
- 1931: Die Sünde der Madelon Claudet (The Sin of Madelon Claudet)
- 1931: Mata Hari
- 1932: Um eine Fürstenkrone (A Woman Commands)
- 1932: Der Dämon Rußlands (Rasputin and the Empress)
- 1932: Scarlet Dawn
- 1932: Ring frei für die Liebe (Flesh)
- 1933: Topaze
- 1933: Jennie Gerhardt
- 1933: Alles für das Kind (A Bedtime Story)
- 1933: King Kong und die weiße Frau (King Kong)
- 1933: Employees’ Entrance
- 1933: King Kongs Sohn (The Son of Kong)
- 1934: Das Leben geht weiter (The World Moves On)
- 1934: The Fountain
- 1934: Tag, Nellie! (Hi, Nellie!)
- 1934: British Agent
- 1934: Männer in Weiß (Men in White)
- 1934: The Case of the Howling Dog
- 1935: Spione küßt man nicht (Rendezvous)
- 1935: Life Returns
- 1935: Charlie Chan in Ägypten (Charlie Chan in Egypt)
- 1935: Louis Pasteur (The Story of Louis Pasteur)
- 1935: Was geschah gestern? (Remember Last Night?)
- 1935: Der Mann, der die Bank von Monte Carlo sprengte (The Man Who Broke the Bank at Monte Carlo)
- 1936: Tödliche Strahlen (The Invisible Ray)
- 1936: Second Wife
- 1936: Die Kameliendame (Camille)
- 1936: Old Hutch
- 1937: Ordnung ist das halbe Leben (The Great O’Malley)
- 1937: Bühneneingang (Stage Door)
- 1937: Night Key
- 1937: Das Leben des Emile Zola (The Life of Emile Zola)
- 1937: Lancer Spy
- 1938: Prison Nurse
- 1938: Rascals
- 1938: City Streets
- 1938: Das Doppelleben des Dr. Clitterhouse (The Amazing Dr. Clitterhouse)
- 1938: Suez
- 1939: Die Teufelsinsel (Devil's Island)
- 1939: Juarez
- 1939: Dr. Zyklop (Dr. Cyclops)
- 1939: Rio
- 1939: Nurse Edith Cavell
- 1939: Ninotschka
- 1940: The Lady in Question
- 1940: Die Hölle der Südsee (Typhoon)
- 1940: The Man I Married
- 1940: Sky Murder
- 1941: Dem Schicksal vorgegriffen (Flight From Destiny)
- 1941: Plan for Destruction (Dokumentar-Kurzfilm)
- 1941: Shining Victory
- 1941: Underground
- 1942: Sein oder Nichtsein (To Be or Not to Be)
- 1942: Mabok, der Schrecken des Dschungels (Beyond the Blue Horizon)
- 1942: Nazi Agent
- 1942: The Mummy’s Tomb
- 1942: Die Gaylords (The Gay Sisters)
- 1943: Bomber’s Moon
- 1943: Die Wacht am Rhein (Watch on the Rhine)
- 1943: Background to Danger
- 1943: Botschafter in Moskau (Mission to Moscow)
- 1943: Gefährliche Flitterwochen (Above Suspicion)
- 1943: Das Lied von Bernadette (The Song of Bernadette)
- 1944: The Mummy’s Ghost
- 1944: Die Abenteuer Mark Twains (The Adventures of Mark Twain)
- 1944: The Hitler Gang
- 1944: Frankensteins Haus (House of Frankenstein)
- 1944: Der Ring der Verschworenen (The Conspirators)
- 1944: Address Unknown
- 1945: The Jade Mask
- 1945: Hotel Berlin
- 1945: A Medal for Benny
- 1945: Blonde Ransom
- 1945: The Tiger Woman
- 1946: Song of Arizona
- 1946: Schüsse auf der Ranch (My Pal Trigger)
- 1946: The Shadow Returns
- 1946: Schwester Kenny (Sister Kenny)
- 1947: Monsieur Verdoux – Der Frauenmörder von Paris (Monsieur Verdoux)
- 1947: Das Doppelleben des Herrn Mitty (The Secret Life of Walter Mitty)
- 1947: Clara Schumanns große Liebe (The Song of Love)
- 1947: Yankee Fakir
- 1947: Escape Me Never
- 1948: Carson City Raiders
- 1948: Die Geliebte des Marschalls (The Gallant Blade)
- 1949: Barbary Pirate
- 1949: Samson und Delilah (Samson and Delilah)
- 1950: Ladung für Kapstadt (Cargo for Capetown)
- 1950: Den Morgen wirst du nicht erleben (Kiss Tomorrow Goodbye)
- 1951: Der nächtliche Reiter (The Lady and the Bandit)
- 1951: Superman and the Mole-Men